# Báriumcsillag
A Báriumcsillagok G8-K2 színképosztályú óriáscsillagok, légkörük s-folyamat során keletkezett izotópokról árulkodik: Ba II és Ba III-vonalak 455,4 nm-nél, Sr II és Y II vonalak. Spektrumukra jellemzőek még CH, CN és C2 molekulasávok. A báriumcsillagok osztályát William Bidelman és Philip Keenan definiálta. Radiális sebességük kísérleti tanulmányozásából arra következtettek, hogy minden báriumcsillag kettőscsillag. 
Az IUE (International Ultraviolet Explorer – nemzetközi ultraibolya felfedező) műhold több báriumcsillag-rendszerben fehér törpéket talált.